# Поплітник каштановий
Поплі́тник каштановий (Cantorchilus nigricapillus) — вид горобцеподібних птахів родини воловоочкових (Troglodytidae). Мешкає в Центральній і Південній Америці. Виділяють низку підвидів.

## Опис
Довжина птаха становить 12,6-15,6 см, вага 17,7-26,3 г. У представників номінативного підвиду обличчя чорне, над очима вузькі білі "брови", навколо очей незамкнені чорні кільця, на щоках білі плями. Потилиця і тім'я чорні, верхня частина тіла яскраво-каштанова, на крилах чорні смуги. Хвіст яскраво-коричневий, поцяткований чорними смугами. Горло і груди білі, нижня частина живота і боки рудувато-коричневі. Нижня частина тіла поцяткована чорними смугами. Очі карі або червонувато-карі, дзьоб зверху чорний, знизу сизий, біля основи жовтий, лапи темно-сірі або чорні. Молоді птахи мають дещо блідіше забарвлення, смуги на нижній частині тіла у них менш виражена. Представники різних підвидів дещо різняться за забарвленням.

## Підвиди
Виділяють сім підвидів:

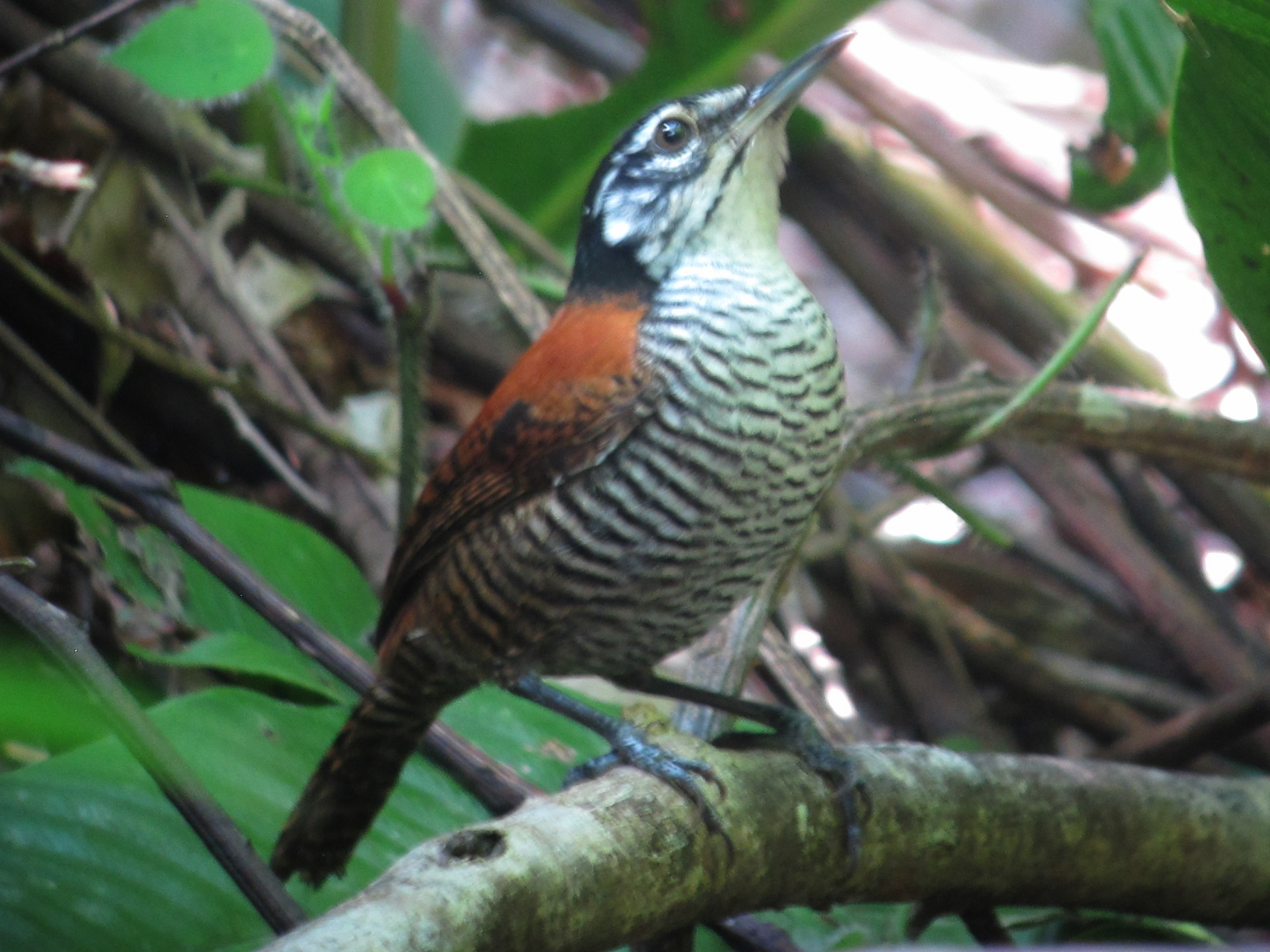
Каштановий поплітник

- C. n. costaricensis (Sharpe, 1882)[5] — карибські схили на південному сході Нікарагуа, в Коста-Риці і північно-західній Панамі;
- C. n. castaneus (Lawrence, 1861)[6] — центральна Панама (від Вераґуаса до Зони каналу);
- C. n. odicus (Wetmore, 1959)[7] — острів Ескудо-де-Вераґуас[en] (на північний захід від Панами);
- C. n. reditus (Griscom, 1932)[8] — карибські схили на північному сході Панами;
- C. n. schottii (Baird, SF, 1864)[9] — тихоокеанські схили на сході Панами (Дар'єн) та на північному заході Колумбії;
- C. n. connectens (Chapman, 1912)[10] — південно-західне узбережжя Колумбії (Каука, Нариньйо) і крайній північний захід Еквадору (Есмеральдас);
- C. n. nigricapillus (Sclater, PL, 1860) — захід Еквадору (від Есмеральдаса до Ель-Оро).

## Поширення і екологія
Каштанові поплітники мешкають в Нікарагуа, Коста-Риці, Панамі, Колумбії і Еквадорі. Вони живуть в густих заростях на берегах річок і озер, на узліссях і галявинах вологих тропічних лісів та у вторинних заростях. Зустрічаються парами або сімейними зграйками, на висоті до 1100 м над рівнем моря. Живляться комахами та іншими безхребетними, яких шукають сере листя, гілок і ліан. Каштанові поплітники є територіальними, моногамними птахами, утворюють тривалі пари.Сезон розмноження в Коста-Риці триває з березня по жовтень, в Панамі з березня по листопад, в Колумбії з січня по серпень. В кладці 2-3 яйця.